# Terza Divisione (Italia)
La Terza Divisione fu il terzo livello del campionato di calcio italiano, il superiore fra quelli regionali. Fu istituito nel 1921 nell'ambito della C.C.I., e poi passato sotto le insegne della F.I.G.C. nel 1922. Dopo il 1926 venne progressivamente degradata fino a scomparire nel 1935.

## Struttura
Era strutturata in campionati regionali 
- dal 1922-23 al 1925-26 di livello superiore;
- dal 1926-27 al 1929-30 di livello unico;
- dal 1930-31 al 1934-35 di livello inferiore.[1][2]

Sebbene una Terza Divisione fosse apparsa come detto nella CCI già nel 1921, secondo il disposto del Compromesso Colombo del 1922 la Terza Divisione della FIGC fu concepita in maniera diversa, essendo volta a succedere al soppresso campionato di Promozione. I campionati regionali si disputarono sia al Nord che al Sud, ma al Nord la situazione era più stabile. Per quanto riguarda i campionati del Nord, nella stagione 1922-1923 era previsto che i campioni regionali non avrebbero conseguito la promozione diretta ma avrebbero dovuto battere in uno spareggio interdivisionale una compagine di Seconda Divisione per sottrarle il posto; inoltre, i campioni del Veneto e della Venezia Giulia avrebbero dovuto spareggiare tra loro per accedere agli spareggi interdivisionali. Nella stagione 1923-1924 fu garantita la promozione diretta per le squadre campioni regionali, anche quelli del Veneto e della Venezia Giulia che inizialmente avrebbero dovuto spareggiare tra loro ma poi in seguito furono ammessi entrambi d'ufficio in Seconda Divisione in seguito al suo allargamento da 36 a 40 squadre con i tre posti rimanenti messi in palio da spareggi tra le sei terzultime classificate di Seconda Divisione e sei società giuliane. Nella stagione 1924-1925 fu ufficialmente abolito lo spareggio tra Veneto e Venezia Giulia e tutti i sette campioni regionali ottennero la promozione in Seconda Divisione.
All'inizio della stagione 1925-1926 la Lega Nord e la Lega Sud furono scisse in una Lega delle società maggiori (di Prima e Seconda Divisione) e in una Lega delle Società Minori (di Terza e Quarta Divisione). La Lega Nord delle Società minori aveva sede a Genova, la Lega Sud delle Società minori aveva sede a Napoli. La Lega Nord delle Società minori introdusse le retrocessioni in Quarta Divisione (che successivamente furono abolite dalla Carta di Viareggio) e gestì direttamente le finali interregionali tra i vincitori dei 24 gironi eliminatori organizzati dai Comitati Regionali. Le migliori due classificate di ogni girone interregionale sarebbero state promosse in Seconda Divisione, per un totale quindi di otto promozioni in palio. La Lega Sud delle società minori non organizzò le finali interregionali a causa dello stato di vera e propria rissa in cui era caduta fra le sue componenti romane e napoletane, con tanto di duello all'ultimo sangue.
Con la Carta di Viareggio (2 agosto 1926) la Lega Nord delle Società Minori fu sostituita dal Direttorio Divisioni Inferiori Nord mentre la Lega Sud delle Società Minori fu sostituita dal Direttorio Divisioni Inferiori Sud; a entrambi i Direttori fu affidata la gestione della Seconda Divisione e delle finali interregionali di Terza (che tuttavia di fatto si disputarono solo al Nord). La promozione in Seconda Divisione era prevista solo per i vincitori dei gironi finali, anche se i continui allargamenti dei quadri del livello superiore comportarono numerosi ripescaggi. 

### Le ultime edizioni
Nel 1930-1931 la Seconda Divisione fu declassata a campionato regionale e anche in Terza Divisione, non essendo più il massimo livello regionale, furono aboliti i gironi finali interregionali gestiti dall'ente di categoria superiore diventando un campionato prettamente regionale completamente gestito dai Direttori Regionali. La manifestazione venne a questo punto a porsi nella condizione e posizione della vecchia Terza Categoria e della successiva Quarta Divisione, delle quali assunse i principali tratti regolamentari tra cui quello di non essere più un campionato di merito, ma solo di prova. Al contempo il torneo si fuse col settore giovanile, accogliendo le squadre degli Allievi di Divisione Nazionale e delle Riserve di Prima Divisione.
Dal 1935 non si disputò più perché cambiò nome in Seconda Divisione essendo stata ridenominata e trasformata la Prima Divisione in Serie C e la Seconda Divisione in Prima.